# Henri Garcia
Henri Garcia est un journaliste sportif spécialisé dans le rugby à XV et le rugby à XIII.  Il tient d'abord la rubrique du rugby à L'Équipe puis devient ensuite rédacteur en chef et directeur du quotidien sportif. Il signe également des livres consacrés à l'Ovalie. Son ouvrage le plus fameux est La Fabuleuse Histoire du rugby, paru pour la première fois en 1973 et plusieurs fois complété et réédité depuis. Henri Garcia reçut le Grand Prix de la littérature sportive en 1986.
Envoyé spécial du journal, il suit les grandes Tournées du XIII de France en Australie et Nouvelle-Zélande des années 1951 à 1960, qu'il conte également dans Rugby Champagne, ouvrage devenu depuis un livre « culte » du rugby à XIII.
En 2011, il reçoit le Prix de la carrière décerné par l'association des écrivains sportifs. Le Prix de la carrière récompense une femme ou un homme qui, tout au long de sa carrière, par ses écrits ou par ses travaux, a apporté une contribution importante au sport, à sa diffusion et son retentissement.

## Publications
- avec Denis Lalanne, XV coqs en colère, éditions de la Table ronde, 1968, 254 p. (ISBN 978-2-7103-1932-0).
- Henri Garcia et Marcel Martin (préf. Serge Kampf), La Coupe du monde de rugby, histoires connues et inconnues, Paris, La Table ronde, 30 août 2007, 306 p. (ISBN 978-2-7103-3009-7)
- La fabuleuse histoire du rugby  (préf. Serge Blanco), Paris, La Martiniere, février 2013, 1211 p. (ISBN 978-2-7324-5456-6)
- La légende du rugby, Minerva, décembre 2003, 245 p. (ISBN 978-2-8307-0737-3)
- La légende du Tournoi, Paris, Fetjaine, 10 janvier 2013, 275 p. (ISBN 978-2-35425-447-6)
- Rugby Champagne  (préf. Marcel Hansenne), La table ronde, coll. « L'Ordre Du Jour », 15 décembre 1960, 242 p.